# Udúbids
Els udúbids (Udubidae) formen una família d'aranyes araneomorfes. La majoria de les seves espècies estaven ubicats dins la família dels zorocràtids (Zorocratidae), però el 2015 es va proposar un canvi taxonòmic i aquest grup tingués el nivell de família.

## Filogènia
Un estudi que investigà les relacions filogenètiques dels licosoïdeus (Lycosoidea) van concloure que calia separar els gèneres anteriorment situats dins la família dels zorocràtids (Zorocratidae) en dos grups. El grup més gran estava format pel tàxon germà dels grate-shaped tapetum clada o "clade tapetum en forma de graella" (vegeu el cladograma de més avall). El gènere Zorocrates es va agrupar amb Zoropsis dins aquest clade. Alguns estudis més primerencs també havien posat en dubte el monofiletisme dels Zorocratidae. El 2003, un estudi havia observat que Raecius, Uduba, i Zorodictyna formaven un clade una mica separada de Zorocrates. Un 2014 estudi incloent-hi Zorocrates i Raecius no va trobar que van agrupar junts.
Moure un gènere a una família diferent va significar que calia un nou nom de família per agrupar la resta d'espècies. Griswold i Polotow van proposar "Udubidae", agafant com a referent el gènere Uduba. El novembre de 2015, el World Spider Catalog acceptada aquesta nova família. A continuació es mostra un resum de la filogènia:
|                                   | Udubidae (including Raecius, Uduba & Zorodictyna)                             |
|                                   |                                                                               |
| clade tapetum en forma de graella | \| \| Zoropsidae (inclou Zorocrates) \| \| \| \| \| \| Lycosoidea \| \| \| \| |
|                                   | \| \| Zoropsidae (inclou Zorocrates) \| \| \| \| \| \| Lycosoidea \| \| \| \| |
|                                   | Zoropsidae (inclou Zorocrates)                                                |
|                                   |                                                                               |
|                                   | Lycosoidea                                                                    |
|                                   |                                                                               |

|  | Zoropsidae (inclou Zorocrates) |
|  |                                |
|  | Lycosoidea                     |
|  |                                |

|                                   | Udubidae (including Raecius, Uduba & Zorodictyna)                             |
|                                   |                                                                               |
| clade tapetum en forma de graella | \| \| Zoropsidae (inclou Zorocrates) \| \| \| \| \| \| Lycosoidea \| \| \| \| |
|                                   | \| \| Zoropsidae (inclou Zorocrates) \| \| \| \| \| \| Lycosoidea \| \| \| \| |
|                                   | Zoropsidae (inclou Zorocrates)                                                |
|                                   |                                                                               |
|                                   | Lycosoidea                                                                    |
|                                   |                                                                               |

|  | Zoropsidae (inclou Zorocrates) |
|  |                                |
|  | Lycosoidea                     |
|  |                                |

|                                   | Udubidae (including Raecius, Uduba & Zorodictyna)                             |
|                                   |                                                                               |
| clade tapetum en forma de graella | \| \| Zoropsidae (inclou Zorocrates) \| \| \| \| \| \| Lycosoidea \| \| \| \| |
|                                   | \| \| Zoropsidae (inclou Zorocrates) \| \| \| \| \| \| Lycosoidea \| \| \| \| |
|                                   | Zoropsidae (inclou Zorocrates)                                                |
|                                   |                                                                               |
|                                   | Lycosoidea                                                                    |
|                                   |                                                                               |

|  | Zoropsidae (inclou Zorocrates) |
|  |                                |
|  | Lycosoidea                     |
|  |                                |

|                                   | Udubidae (including Raecius, Uduba & Zorodictyna)                             |
|                                   |                                                                               |
| clade tapetum en forma de graella | \| \| Zoropsidae (inclou Zorocrates) \| \| \| \| \| \| Lycosoidea \| \| \| \| |
|                                   | \| \| Zoropsidae (inclou Zorocrates) \| \| \| \| \| \| Lycosoidea \| \| \| \| |
|                                   | Zoropsidae (inclou Zorocrates)                                                |
|                                   |                                                                               |
|                                   | Lycosoidea                                                                    |
|                                   |                                                                               |

|  | Zoropsidae (inclou Zorocrates) |
|  |                                |
|  | Lycosoidea                     |
|  |                                |

(Els gèneres amb marques ombrejades abans formaven part dels Zorocratidae.)

## Gèneres
L'11 de novembre de 2015 el World Spider Catalog acceptava els següents gèneres:
- Campostichomma Karsch, 1892 – Sri Lanka - 1 espècie
- Raecius Simon, 1892 – Àfrica (des de Camerun fins a Etiòpia) - 6 espècies
- Uduba Simon, 1880 – Madagascar - 3 espècies
- Zorodictyna Strand, 1907 – Madagascar - 2 espècies